# Leodgar Tenga
Leodgar Tenga (Región de Kilimanjaro, Tanzania, 1955) es un exfutbolista, entrenador de fútbol y dirigente deportivo de Tanzania que jugaba en la posición de defensa.

## Carrera

### Club
| Periodo   | Club              |
| --------- | ----------------- |
| 1974-1976 | Young Africans SC |
| 1976-1981 | Pan African FC    |

### Selección nacional
Jugó para Tanzania en 14 ocasiones de 1974 a 1981 y participó en la Copa Africana de Naciones 1980.

### Entrenador
Dirigió al Pan African FC de 1981 a 1984.

### Dirigente Deportivo
Luego de retirarse como entrenador, pasó a ser el presidente de la Tanzania Football Federation de 2004 a 2013. En ese periodo, Tenga también fue electo presidente de la CECAFA en 2007 y volvió a ser elegido en 2011 para un segundo mandato. También fue miembro del Comité Ejecutivo de la CAF durante la administración de Ahmad Ahmad de 2017 a 2021.

## Logros
- Copa Nyerere (4): 1975, 1978, 1979, 1981
- Copa Interclubes Kagame (1): 1975